# コーリコ
コーリコ（伊: Colico）は、イタリア共和国ロンバルディア州レッコ県にある、人口約8,000人の基礎自治体（コムーネ）。

## 地理

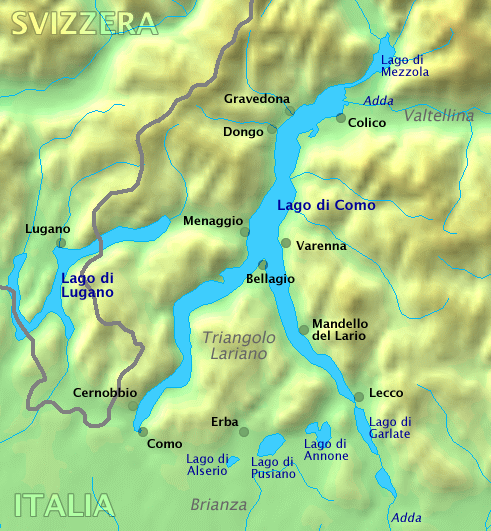
コモ湖周辺の地図

### 位置・広がり
レッコ県北端に位置するコムーネ。コーリコの町は、アッダ川がコモ湖に流入する地点の左岸（南岸）側に位置しており、県都レッコから北へ31kmの距離にある。

#### 隣接コムーネ
隣接するコムーネは以下の通り。括弧内のSOはソンドリオ県、COはコモ県所属を示す。
| - デレービオ (SO) - ドマーゾ (CO) - ドンゴ (CO) - ドーリオ - ジェーラ・ラーリオ (CO) - グラヴェドーナ・エドゥニーティ (CO) - ムッソ (CO) - パニョーナ - ピアネッロ・デル・ラーリオ (CO) - ピアンテード (SO) - ヴァルヴァッローネ - ヴェルカーナ (CO) |

### 地勢・地形
- 湖沼：コモ湖
- 河川：アッダ川

### 気候分類・地震分類
気候分類では、zona E, 2243 GGに分類される。
また、イタリアの地震リスク階級 (it) では、zona 4 (sismicità molto bassa) に分類される。

## 行政

### 分離集落
コーリコには、以下の分離集落（フラツィオーネ）がある。
- Colico Piano (sede comunale), Curcio (includente anche Chiaro e Palerma), Villatico (includente anche La Gera), San Rocco, Posallo, Fontanedo, Olgiasca, Laghetto (Borgonuovo, La Cà, Corte, Piona, Fumiarga

### 山岳部共同体
- 広域行政組織である山岳部共同体（イタリア語版）「ヴァルサッシーナ、ヴァルヴァッローネ、ヴァル・デージノ・エ・リヴィエラ山岳部共同体」 (it:Comunità montana della Valsassina, Valvarrone, Val d'Esino e Riviera) （事務所所在地: バルツィオ）に属するコムーネである。

## 姉妹都市
- Wolfegg、ドイツ